# Міський округ Клин
Міський округ Клин входить до складу Клинського району Московської області Росії, його центром є місто Клин.

## Місцеве самоврядування
Діяльність міського округу Клин регламентується відповідними законами РФ а також Статутом міського поселення Клин яке було прийнято 25 липня 2007 року, а пізніше неодноразово доповнювалось і редагувалось. Головою міського поселення станом на 14 липня 2014 р. року є Олександр Постригань. Водночас він є головою Клинського муніципального району. Окрім того участь в управлінні містом бере Рада депутатів міського поселення, яка складається з 20 депутатів, які обрані на муніципальних виборах 11 жовтня 2009 року. Термін повноважень депутатів — 5 років.

## Населення
| Рік  | тис. чол | рік  | тис. чол | рік  | тис. чол | рік  | тис. чол |
| ---- | -------- | ---- | -------- | ---- | -------- | ---- | -------- |
| 1856 | 3.9      | 1962 | 60       | 1989 | 94.9     | 2006 | 82.4     |
| 1859 | 4.0      | 1967 | 69       | 1992 | 95.1     | 2007 | 81.9     |
| 1897 | 4.7      | 1970 | 80.9     | 1996 | 92.8     | 2008 | 81.5     |
| 1913 | 7.4      | 1973 | 85       | 1998 | 90.5     | 2010 | 80.3     |
| 1926 | 8.7      | 1976 | 88       | 2000 | 89.1     | 2011 | 80.6     |
| 1931 | 13.1     | 1979 | 91.5     | 2001 | 87.9     | 2012 | 80.1     |
| 1939 | 27.7     | 1982 | 93       | 2003 | 83.2     | 2013 | 79.9     |
| 1959 | 53.3     | 1986 | 95       | 2005 | 82.9     |      |          |

## Символіка

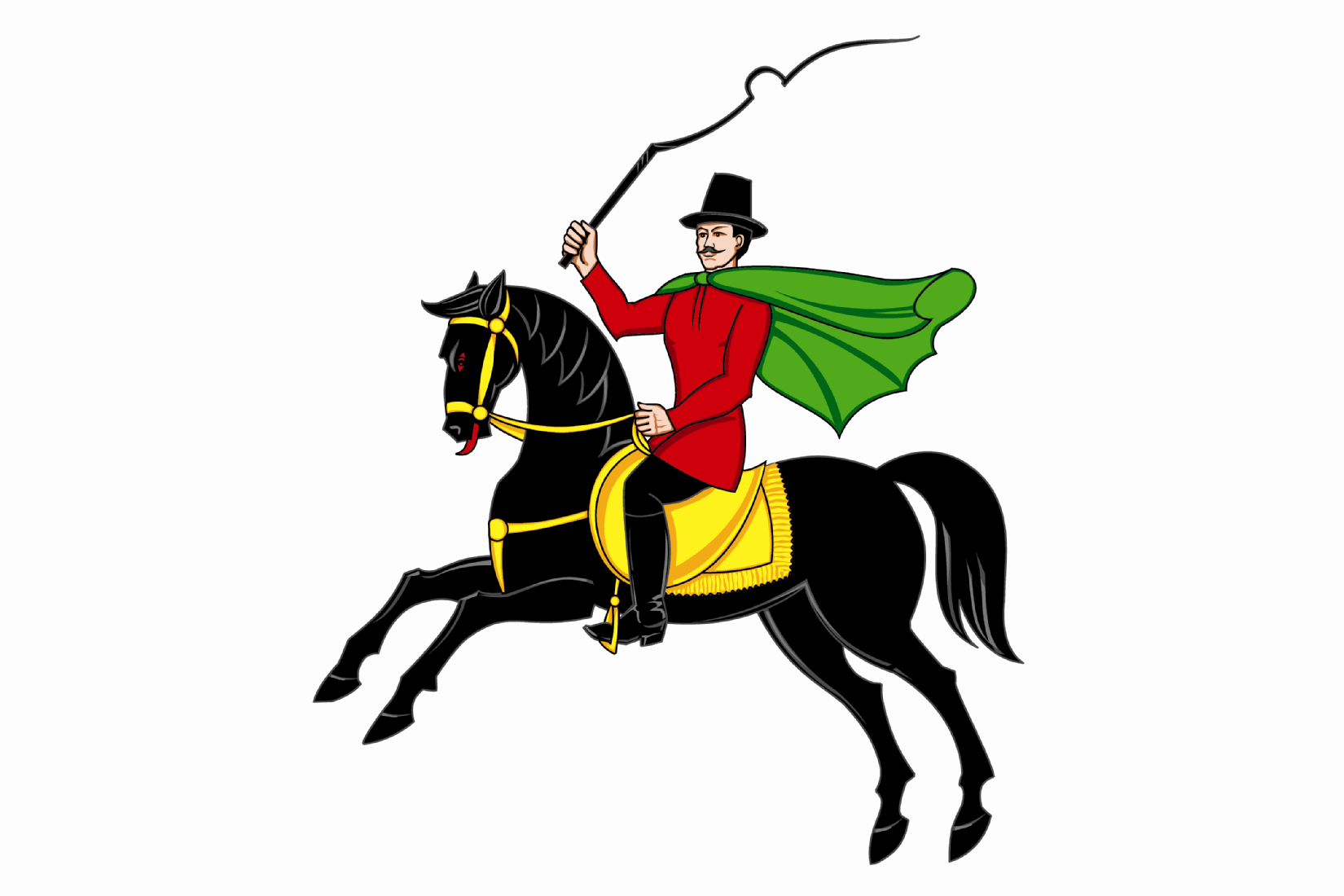
Прапор міського округу Клин

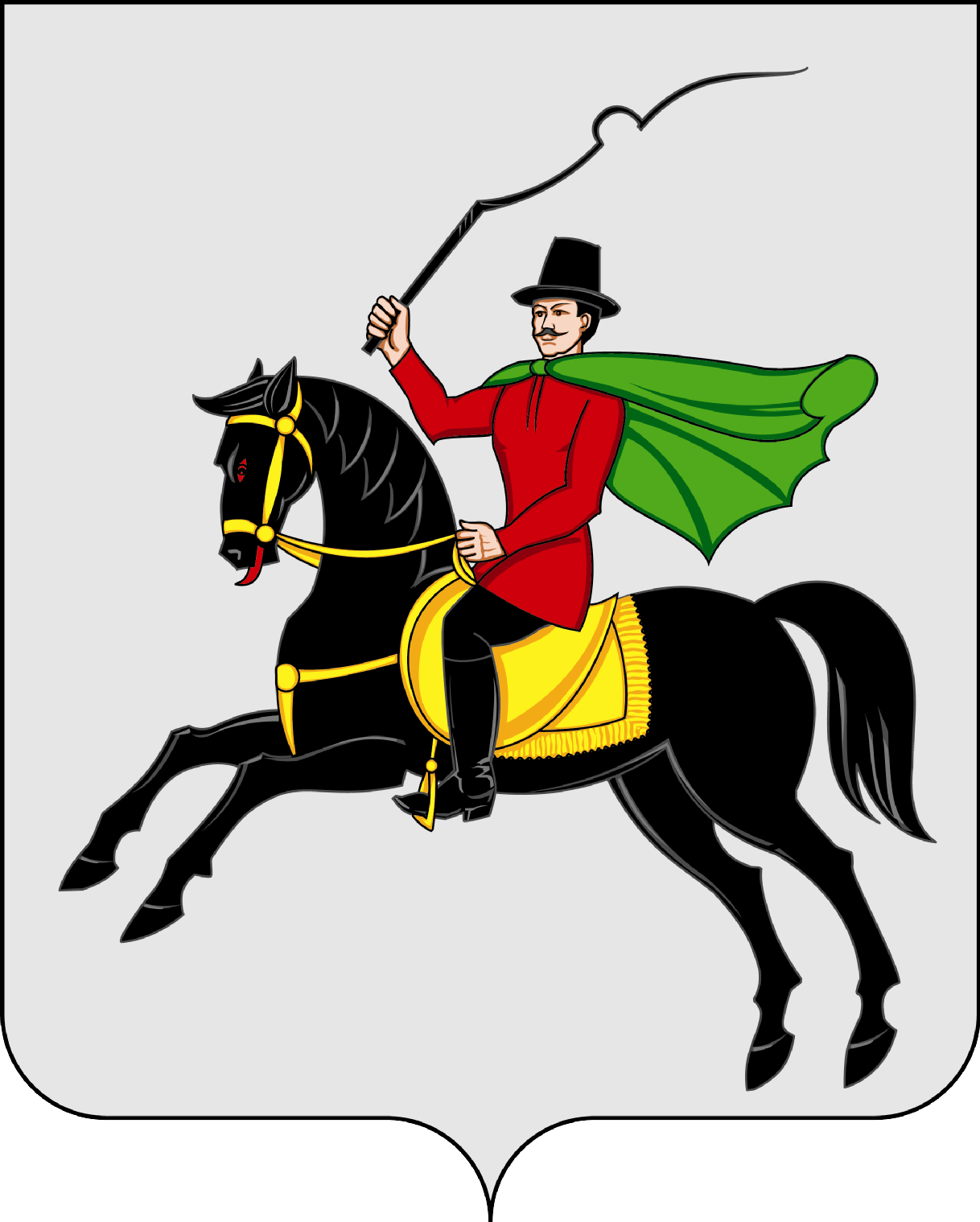
Герб міського округу Клин

Місто Клин має власну символіку — герб та прапор. Основою міського герба є зображення поштаря в червоній сорочці, який скаче верхи на коні. Герб є основою міського прапора

.

## Міський округ
До складу міського округу Клин окрім однойменного міста Клин (84 000 мешканців) входить велике число сіл та селищ (в дужках чисельність населення станом на 2011 рік) Селище цегельного заводу (14), Марков Ліс (425), Чайковского (2 243), Ямуга (89), Андріанково (4), Белавіно (53), Бєлозерки (49), Березино (0), Бирево (405), Борисово (177), Борозда (54), Бортниково (10), Васильово (38), Введенське (2), Вельмогово (159), Владикіно (13), В'юхово (15), Голенищево (26), Головково (55), Горбово (13), Горки (106), Давидково (156), Дем'яново (1), Єліно (29), Жуково (43), Залєсьє (3), Захарово (248), Ільїно (36), Конопліно (25), Лаврово (226), Матвеєво (6), Медведково (36), Мініно (52), Місірьово (200), Нагорне (68), Нікітське (60), Папівіно (124), Першутіно (274), Покров (37), Покровка (398), Полуханово (87), Праслово (131), Пусті Меленки (2), Решоткіно (1 238) Рубчиха (2), Селевіно (15), Селинське (173), Сидорково (6), Синьково (10), Сохино (61) Спас-Заулок (1 547), Стреглово (217), Тетерино (26), Титково (9), Троїцино (37), Фроловське (56), Шевелево (20), Язиково (0)

## Міста-партнери
Лаппеенранта (Фінляндія)
Бенешов (Чехія)
Орли (Франція)
Мейшань (КНР)
Кричев (Білорусь)
Березино (Білорусь)